# Tatjana Archipowna Taran
Tatjana Archipowna Taran (russisch Татьяна Архиповна Таран, ukrainisch Тетяна Архипівна Таран Tetjana Archypiwna Taran; * 4. Dezember 1946 in Alexandrowsk-Sachalinski; † 17. Mai 2007 in Kiew) war eine sowjetisch-ukrainische Mathematikerin, Informatikerin und Hochschullehrerin.

## Leben
Taran, Tochter eines Militärangehörigen, kam bald mit der Familie nach Sewastopol. Ihren Schulbesuch schloss sie 1964 mit einer Goldmedaille ab. Darauf studierte sie am Sewastopoler Institut für Apparatebau mit Spezialisierung auf mathematische Rechenapparate. 1969 schloss sie das Studium als Ingenieur-Mathematikerin mit Auszeichnung ab.
Nach dem Studium ging Taran nach Kiew und arbeitete im Institut für hochfeste Werkstoffe und im Institut für Automatik.
1971 wurde Taran Aspirantin am Kiewer Polytechnischen Institut (KPI). Nach dem Abschluss der Aspirantur 1973 wurde sie dort am Lehrstuhl für Angewandte Mathematik Assistentin und schließlich Professorin. 1978 verteidigte sie mit Erfolg ihre Dissertation über die Entwicklung von Algorithmen für Controller in Stromversorgungssystemen für die Promotion zur Kandidatin der technischen Wissenschaften.
Auf der Konferenz für Künstliche Intelligenz 1994 (KII-94) in Rybinsk wurde Taran Mitglied der Russischen Assoziation für Künstliche Intelligenz (RAII) und war bald eine der führenden Expertinnen für Künstliche Intelligenz. 1998 begutachtete der Kybernetiker Dmitri Alexandrowitsch Pospelow Tarans Doktor-Dissertation über logische Methoden und Modelle zur Unterstützung der Problemlösung in Konfliktsituationen, die sie 1999 für die Promotion zur Doktorin der technischen Wissenschaften mit Erfolg verteidigte. Ab 2001 organisierte und leitete sie das zunächst ukrainisch-russische und ab 2005 internationale Seminar über intelligente Analyse von Informationen am KPI, das jetzt ihren Namen trägt. Ihr Lehrbuch der Diskreten Mathematik beeinflusste Generationen von Studenten.
Zu Tarans Forschungsgebieten gehörten die Multiagentensysteme, die kognitive Situationsanalyse, die Mathematische Psychologie und Lernende Systeme. In ihren letzten Arbeiten beschrieb sie Anwendungen der Künstlichen Intelligenz auf soziale Prozesse, wobei sie mit Psychologen, Soziologen und Konfliktforschern zusammenarbeitete. Sie war Autorin von 130 Publikationen in ukrainischer, russischer und englischer Sprache. Trotz ihrer schweren Erkrankung konnte sie zusammen mit D. A. Subow das erste Lehrbuch der Theorie und Anwendungen der Künstlichen Intelligenz in Russischer Sprache fertigstellen, das 2006 in Luhansk erschien.